# Electrocontact
Electrocontact Botoșani este o companie producătoare de echipamente electrice din România.
Principalul acționar al companiei este Gabriel Chiriac, care deține 72,35% din capitalul social al companiei.
Acțiunile companiei se tranzacționează la categoria a doua a Bursei de Valori București, din decembrie 1998, sub simbolul ECT.
Printre principalii beneficiari ai produselor fabricate de Electrocontact se numără Centrala nucleară de la Cernavodă și producătorul de automobile Dacia-Renault Pitești.
Cifra de afaceri:
| Anul          | 2008 | 2006 | 2003    |
| ------------- | ---- | ---- | ------- |
| milioane euro | 3,4  | 4,3  | 4,2 ($) |